# Westliches Neandertal
Das Naturschutzgebiet Westliches Neandertal liegt auf dem Gebiet der Stadt Erkrath im Kreis Mettmann in Nordrhein-Westfalen.
Das Gebiet erstreckt entlang der hier in Ost-West-Richtung fließenden Düssel – parallel zur L 357 (Mettmanner Straße) – etwa von der Einmündung der L 403 in die L 357 im Osten bis zur Unterquerung der Düssel unter der A3 im Westen.

## Beschreibung
„Das Naturschutzgebiet befindet sich vollständig innerhalb des FFH-Gebietes „Neandertal“ (DE-4707-302).
Das Gebiet schließt sich im Westen an das Naturschutzgebiet Fraunhofer Steinbruch an und setzt mit diesem zusammen das Naturschutzgebiet Neandertal in westliche Richtung fort. Die Aue der relativ naturnah mäandrierenden Düssel ist in diesem Bereich durch einen Weidenbruch und durch Pestwurzfluren, Auwaldfragmente und Feuchtgrünland geprägt. Hier befindet sich auch ein Altarm der Düssel.“

„In der Düsselaue haben sich z. T. ausgedehnte Krautfluren mit Pestwurz-Dominanzbeständen ausgebildet. Nach Süden grenzen an die Düsselaue strukturreiche Hangwälder mit Buchen und Buchen-Mischwaldbeständen sowie extensive Hangwiesen an. Erwähnenswert sind hier die stellenweise flächendeckenden Bestände von Buschwindröschen, Scharbockskraut und Veilchen. Der naturnahe Quellbach eines Nebenbaches der Düssel befindet sich in einem engen Siepental mit Hangbuchenwald südlich von „Am Winkel“.
Bei den überregional bedeutsam FFH-Gebieten, die in das Natura 2000 Biotopnetz einbezogen werden, handelt es sich im vorliegenden Gebiet um folgende Lebensräume und Arten:
- Erlen-Eschen- und Weichholz-Auenwälder als prioritärer Lebensraum
- Schlucht- und Hangmischwälder als prioritärer Lebensraum
- Kalkfelsen mit Felsspaltenvegetation
- Waldmeister-Buchenwald
- Hainsimsen-Buchenwald
- Stieleichen-Hainbuchenwald
- Feuchte Hochstaudenfluren
- Eisvogel“

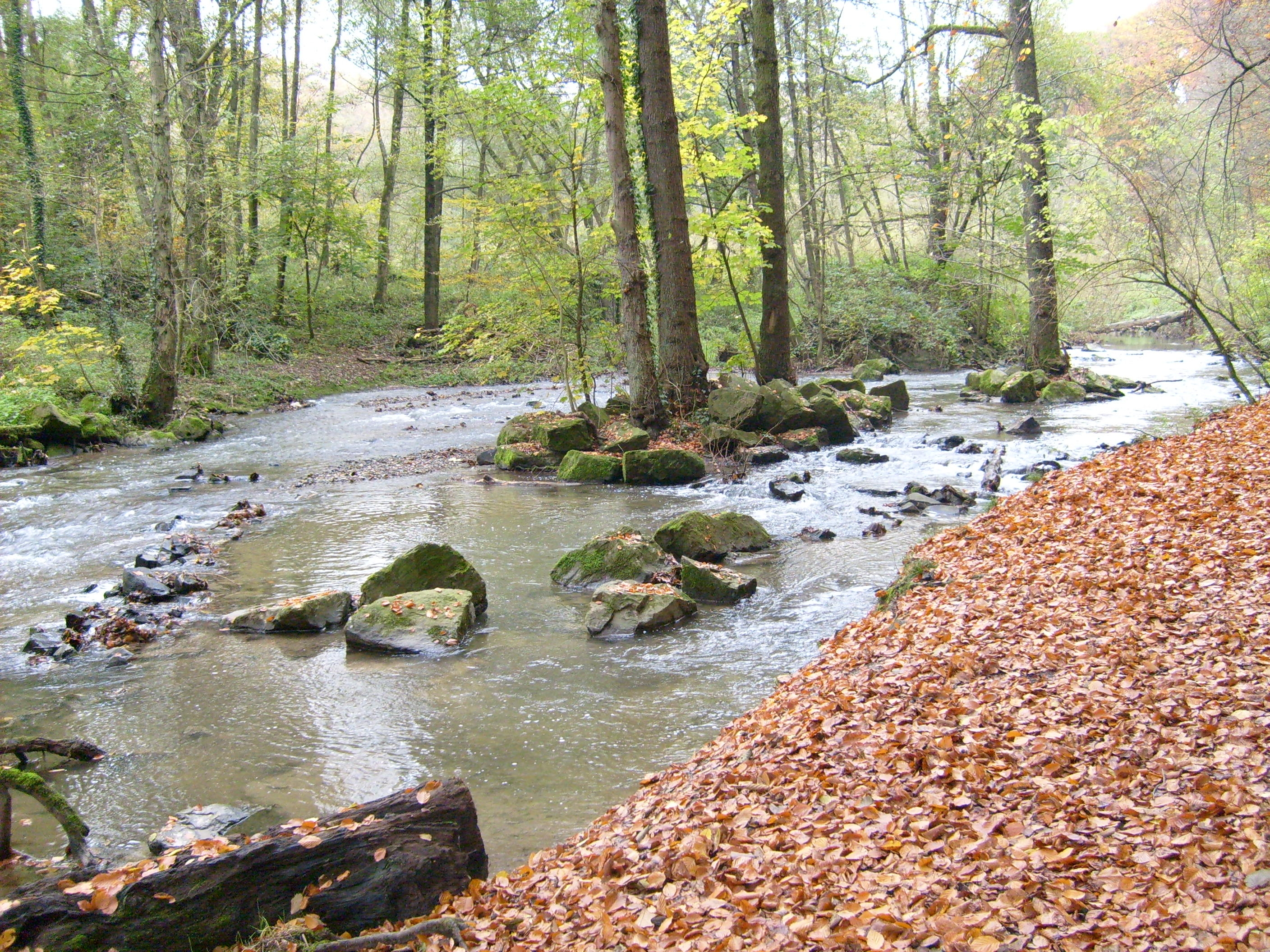
Düssel im NSG Westliches Neandertal
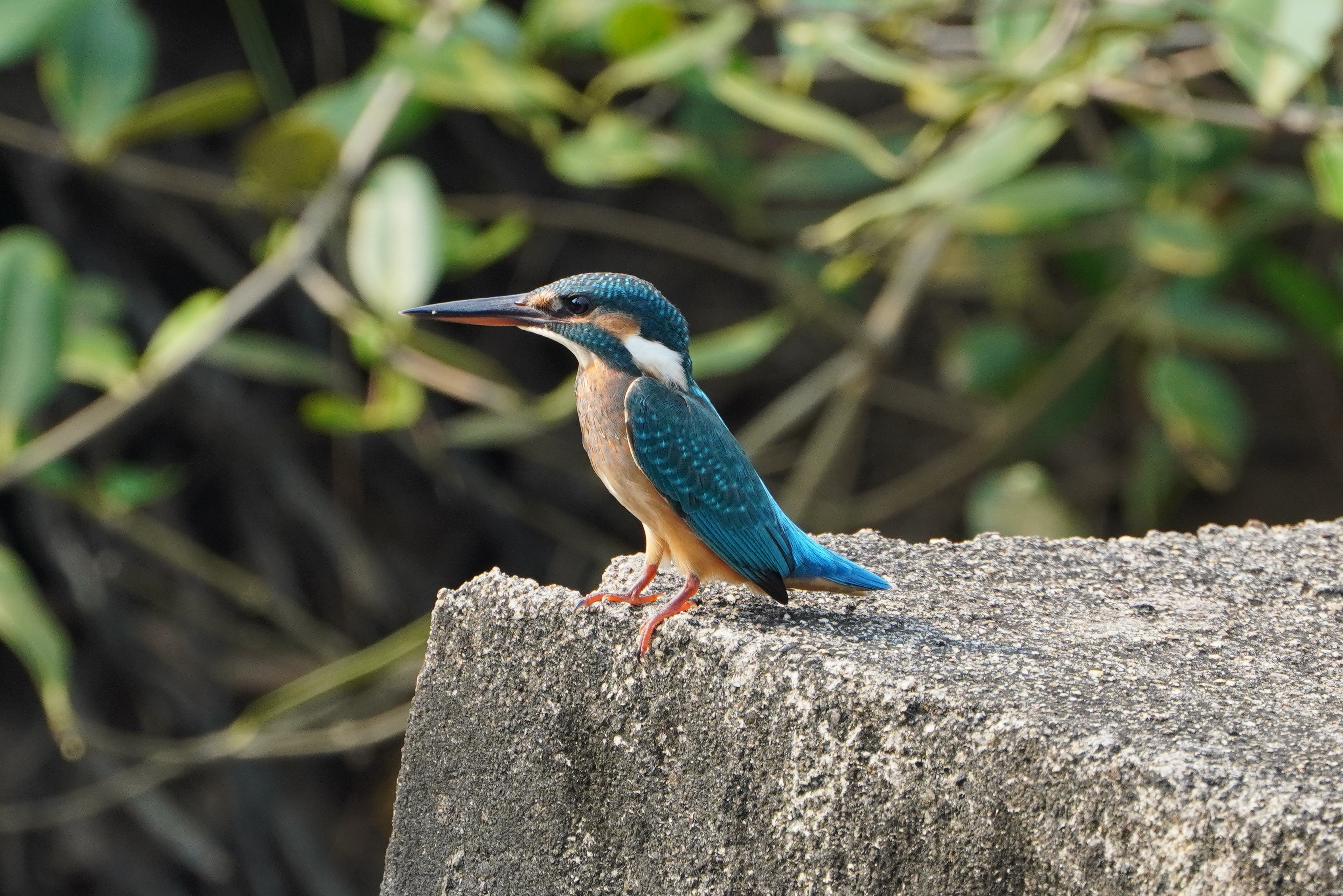
Eisvogel (Alcedo atthis)
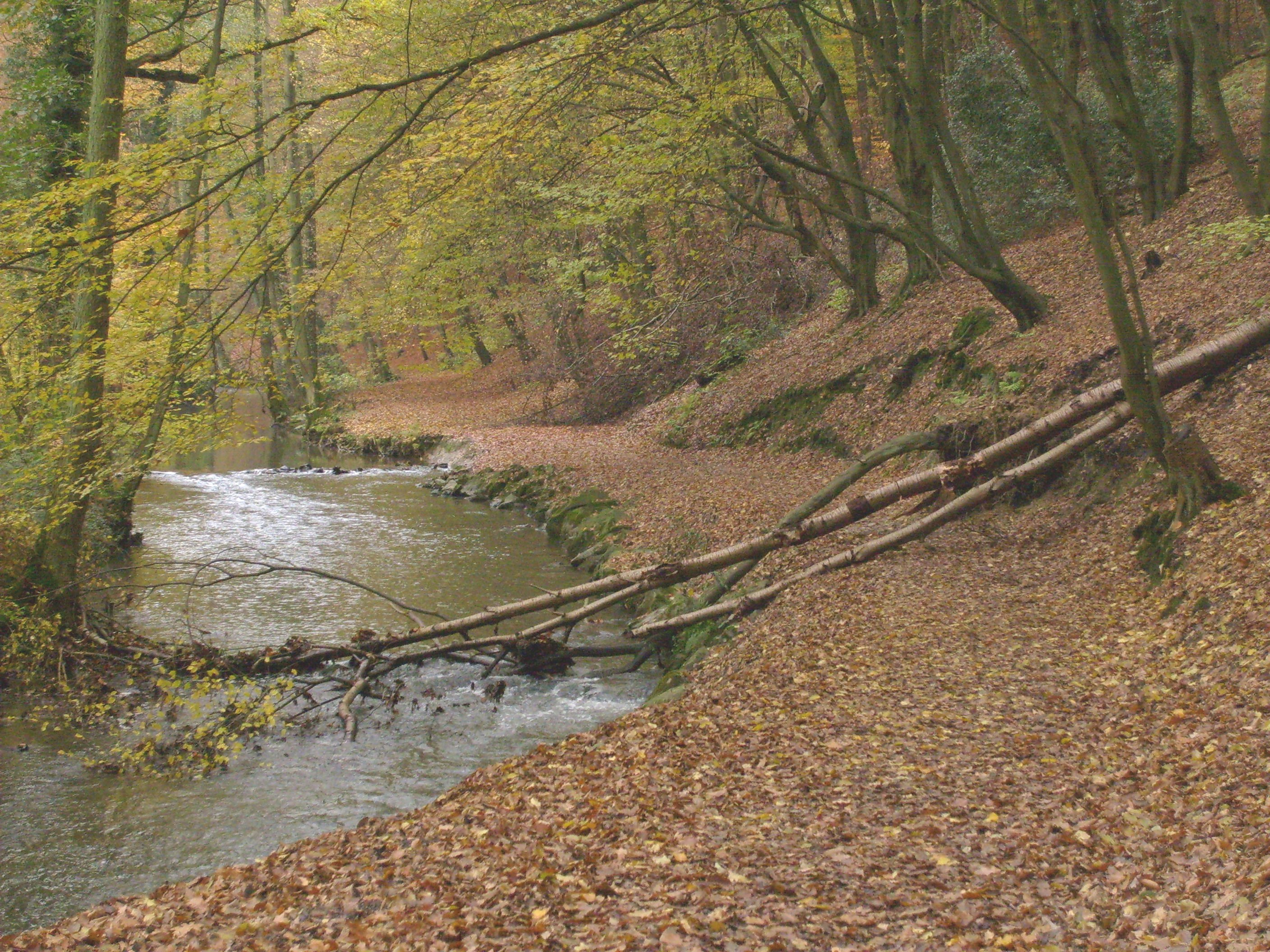
Düssel im NSG Westliches Neandertal
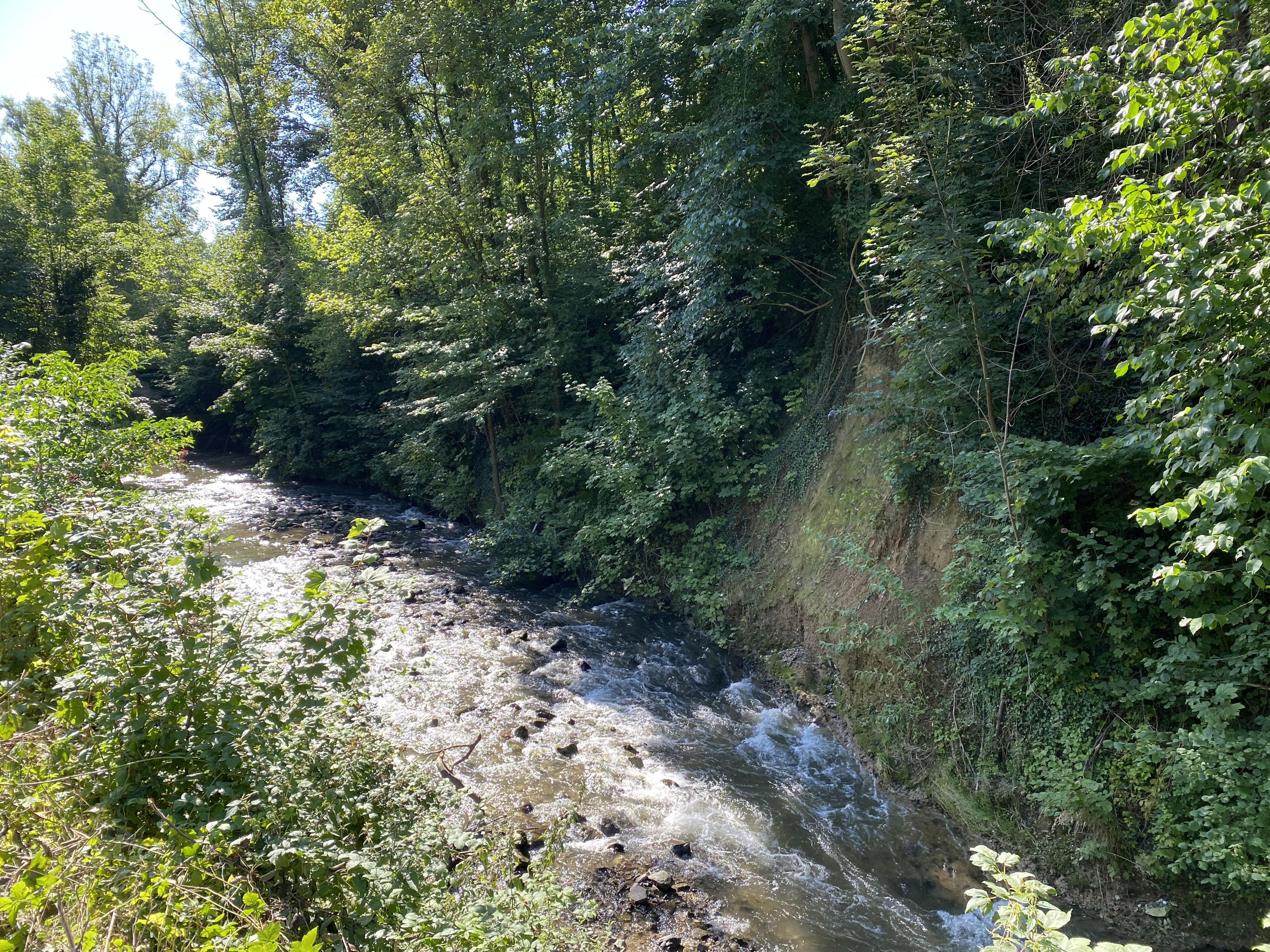
Düssel mit Steilufer und hoher Fließdynamik
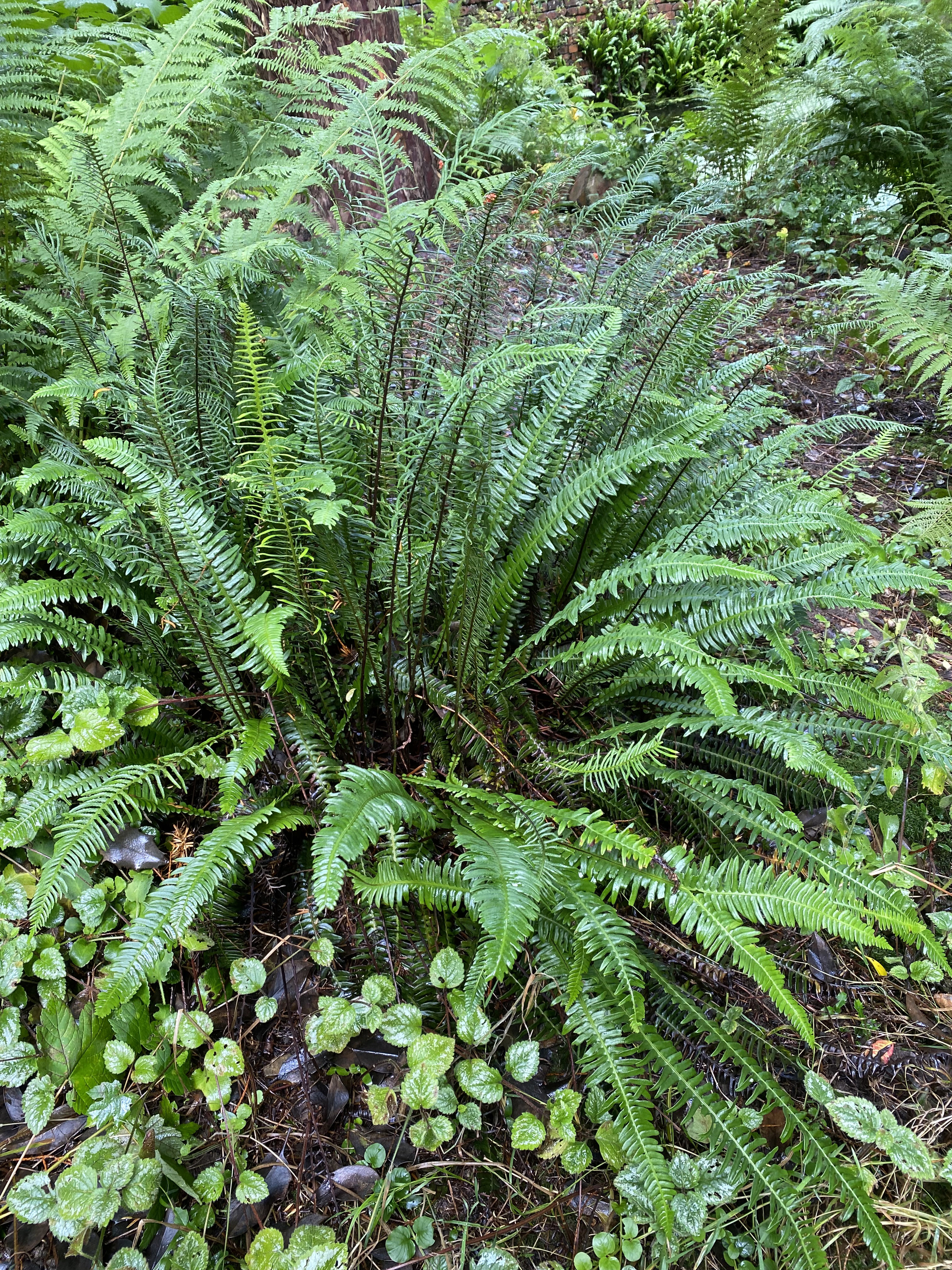
Rippenfarn (Blechnum spicant)
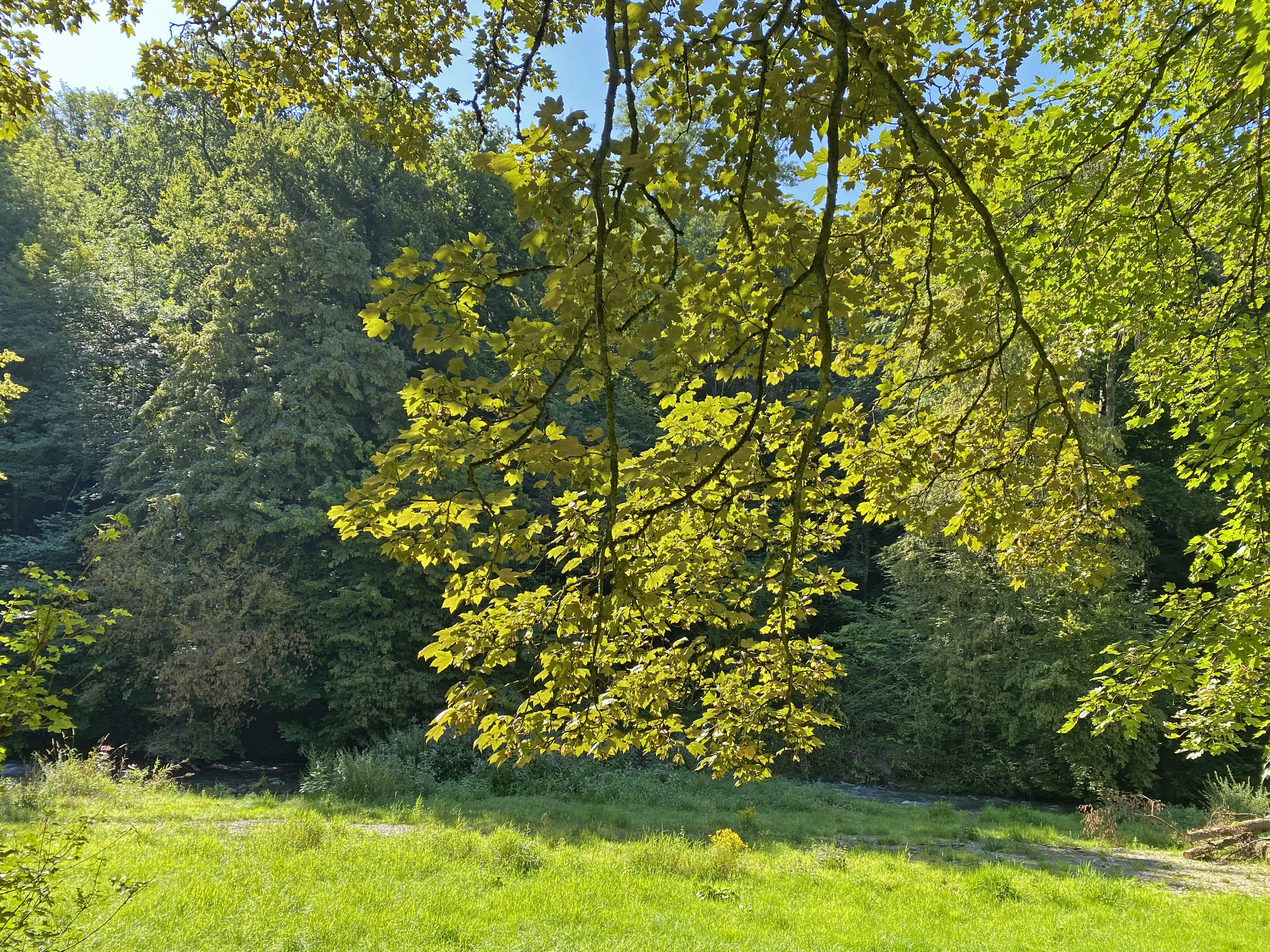
Aue der Düssel
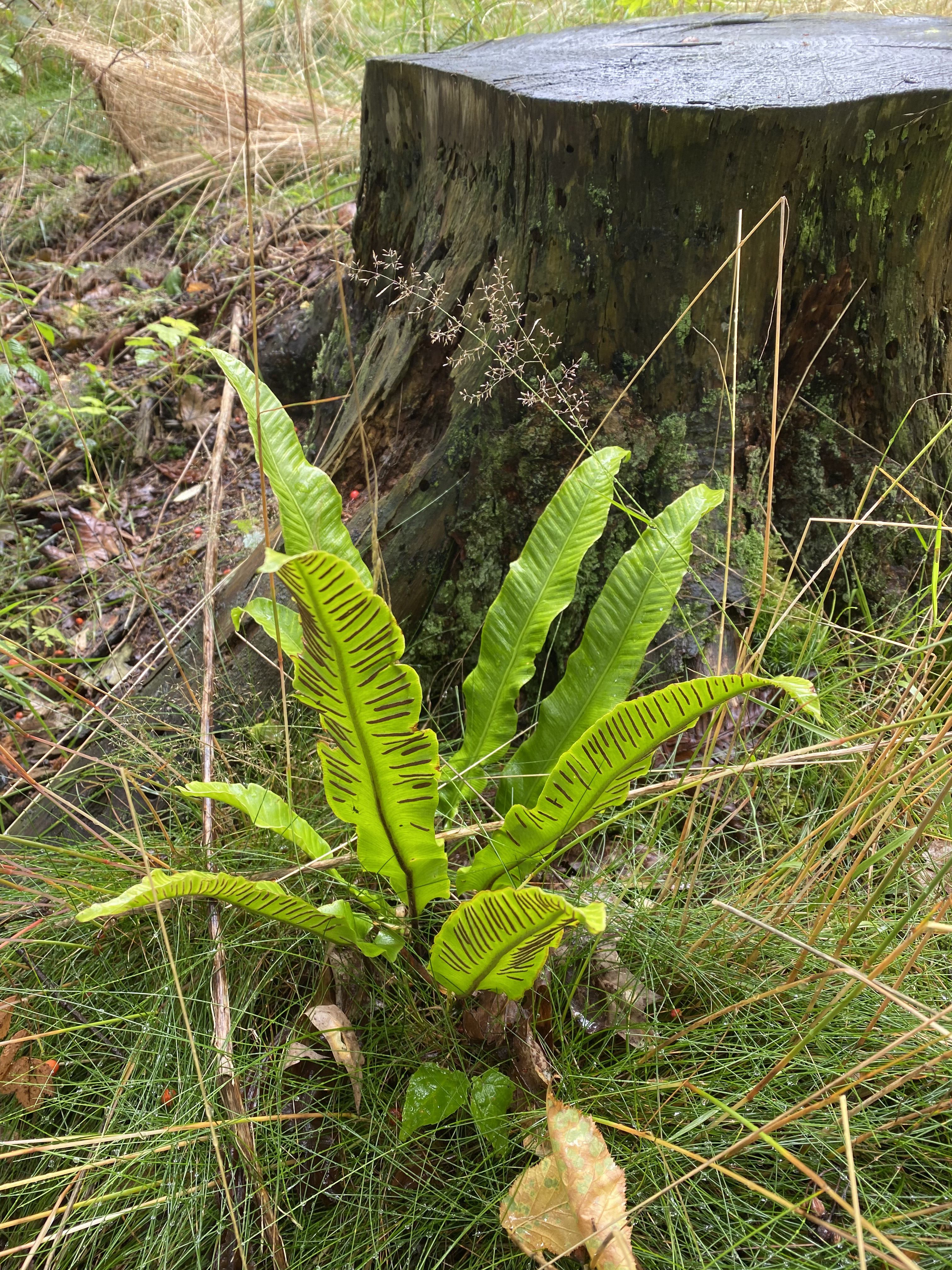
Hirschzungenfarn (Asplenium scolopendrium)
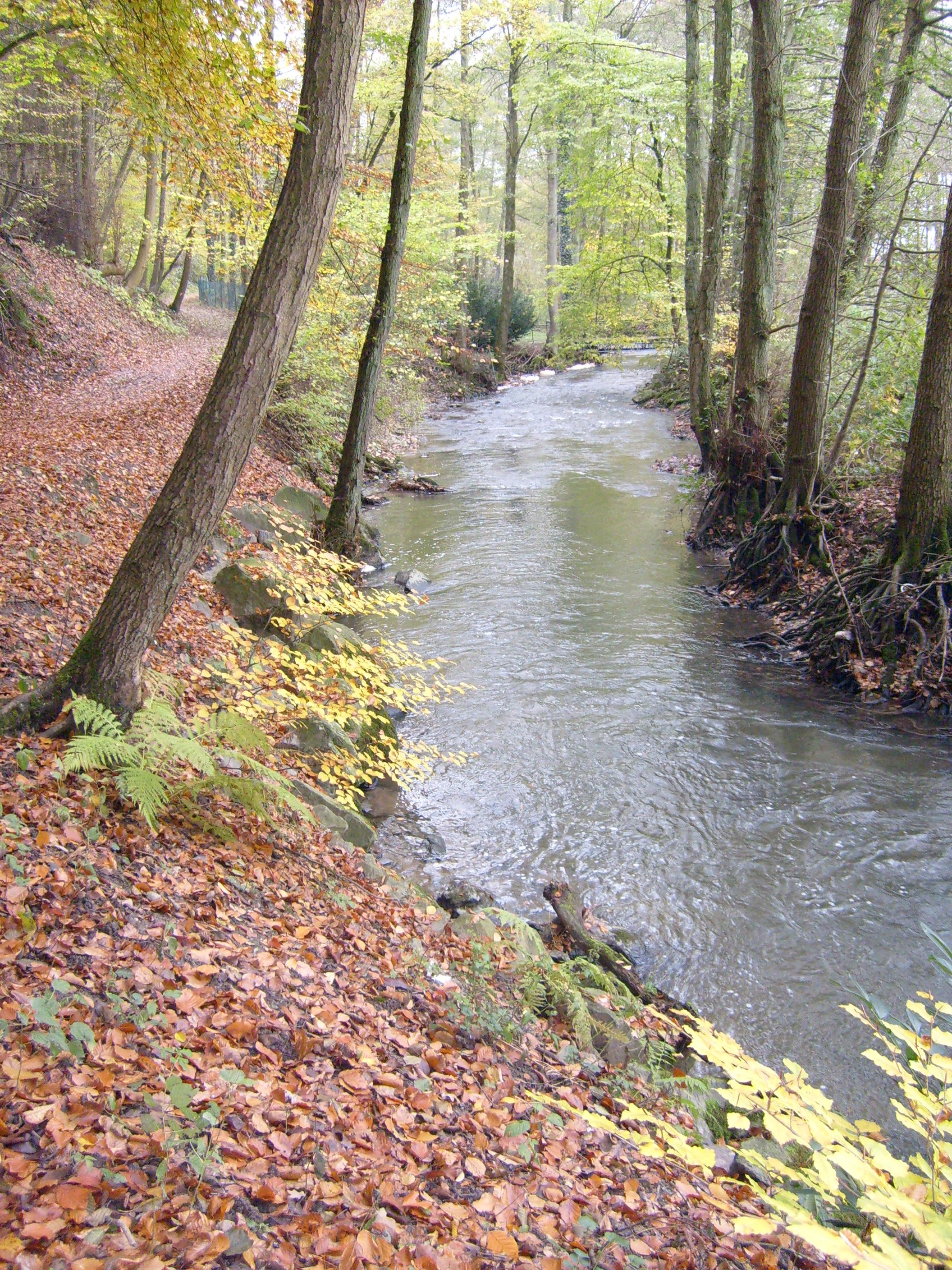
Düssel in der Nähe Brügger Mühle
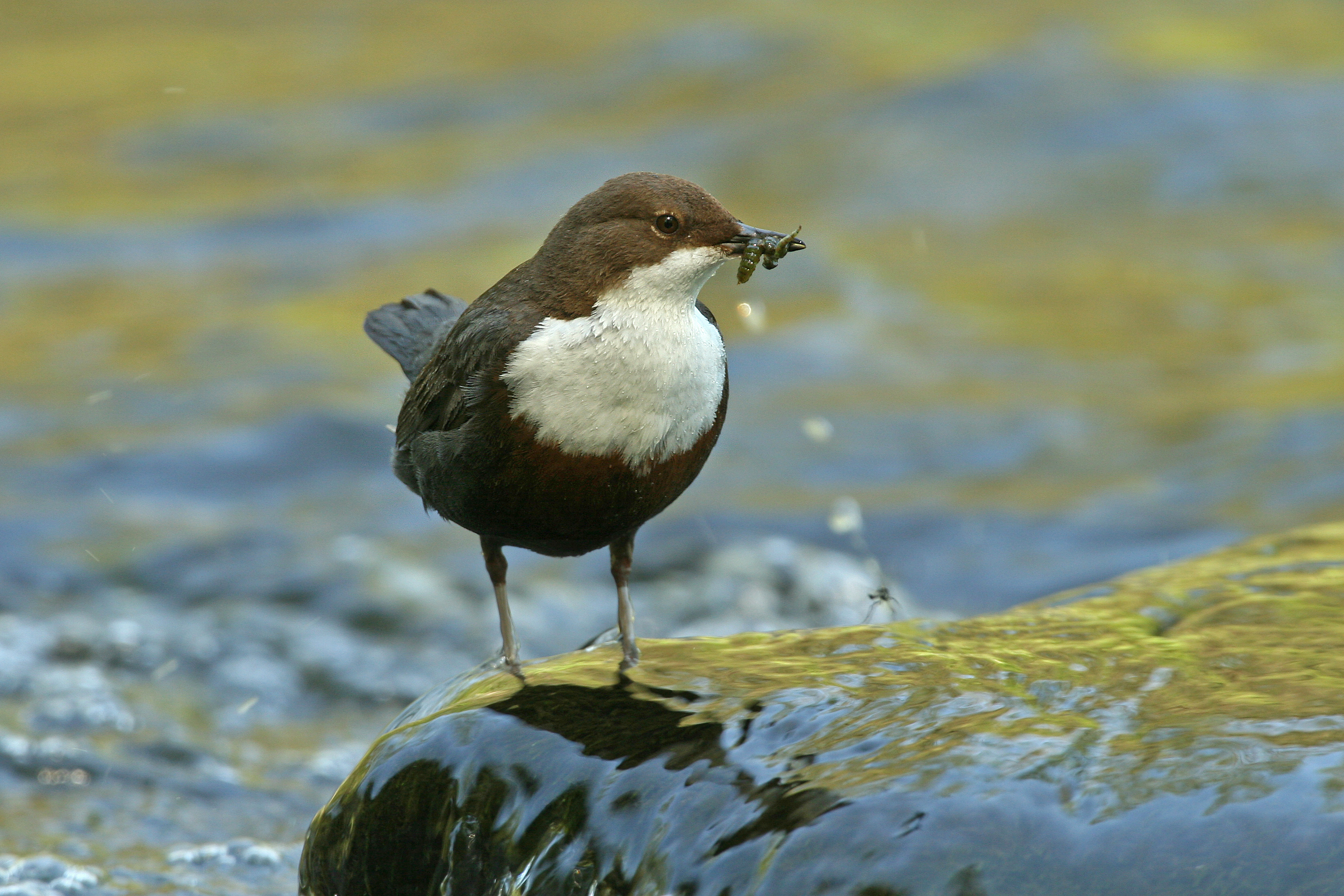
Wasseramsel (Cinclus cinclus)
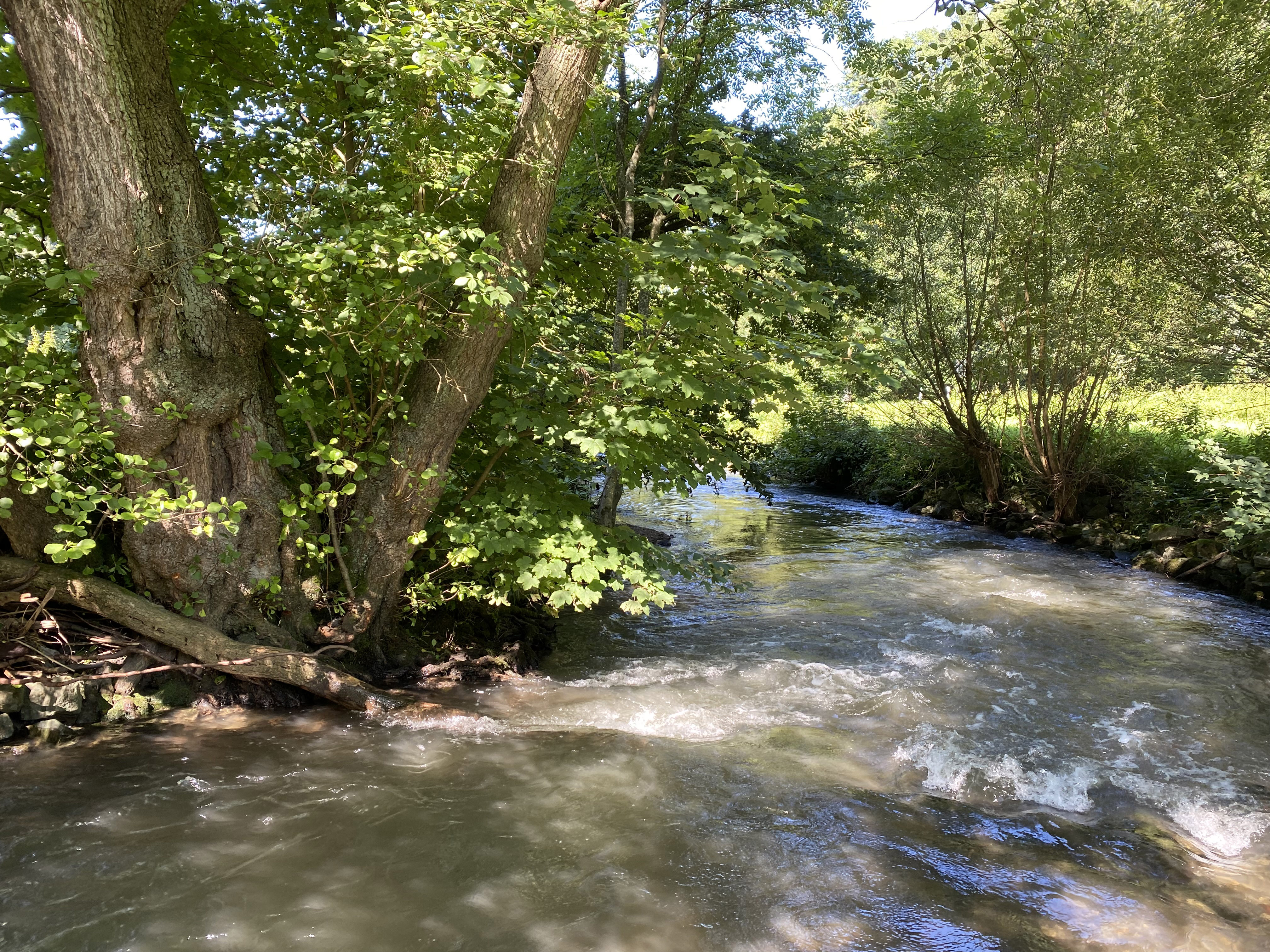
Düssel in der Aue
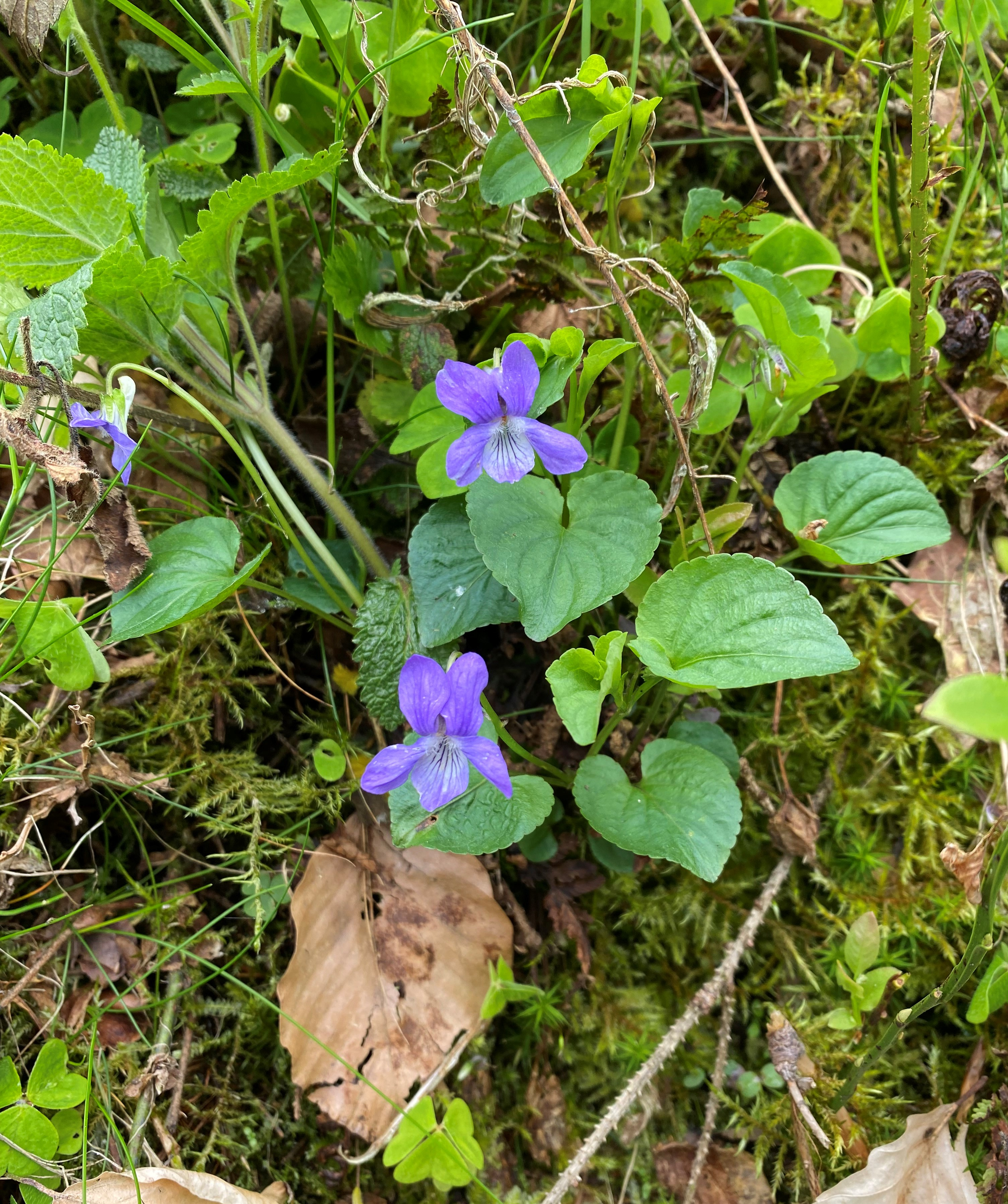
Hain-Veilchen (Viola riviniana)
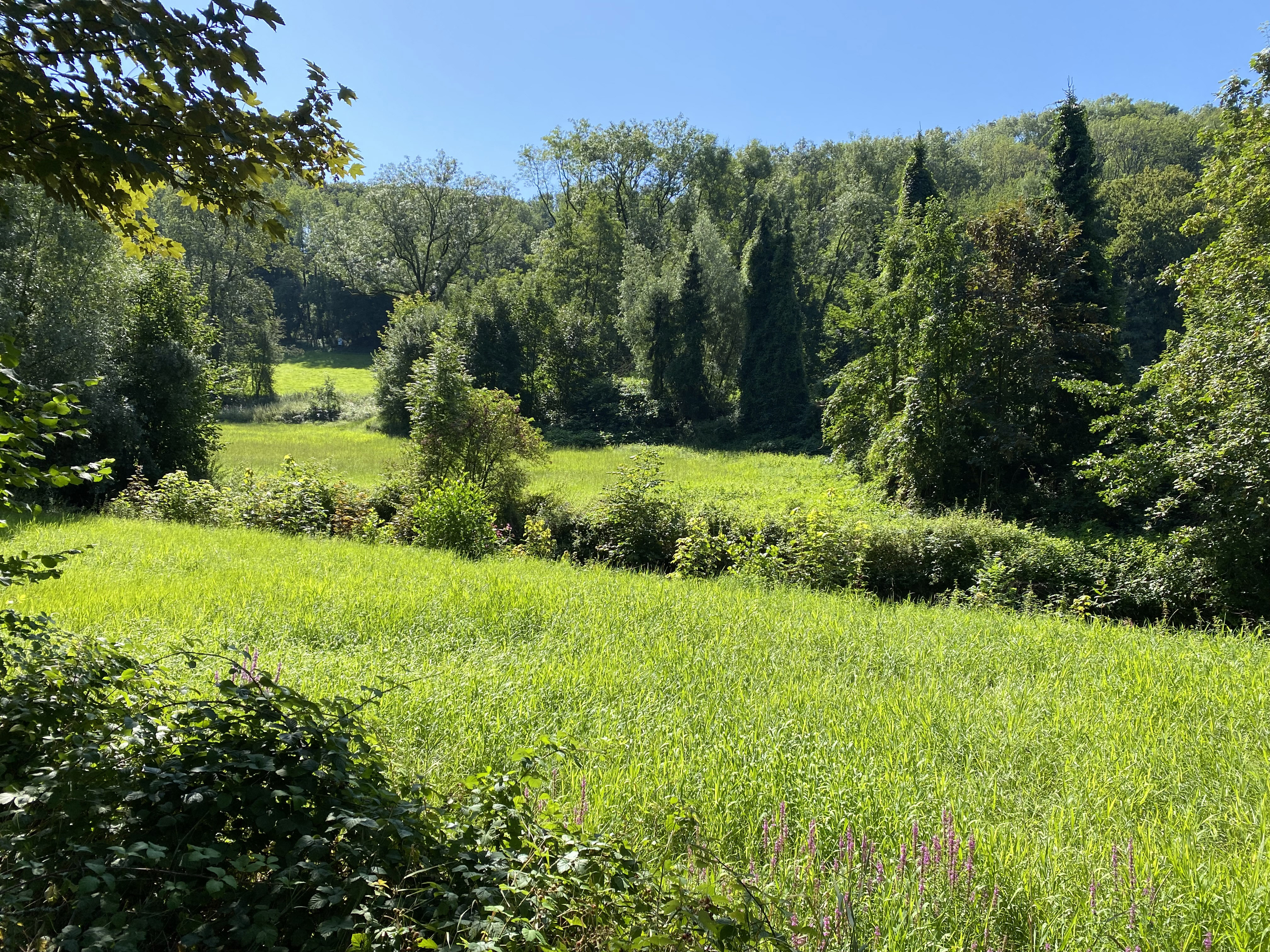
Düsselaue im westlichen Neandertal
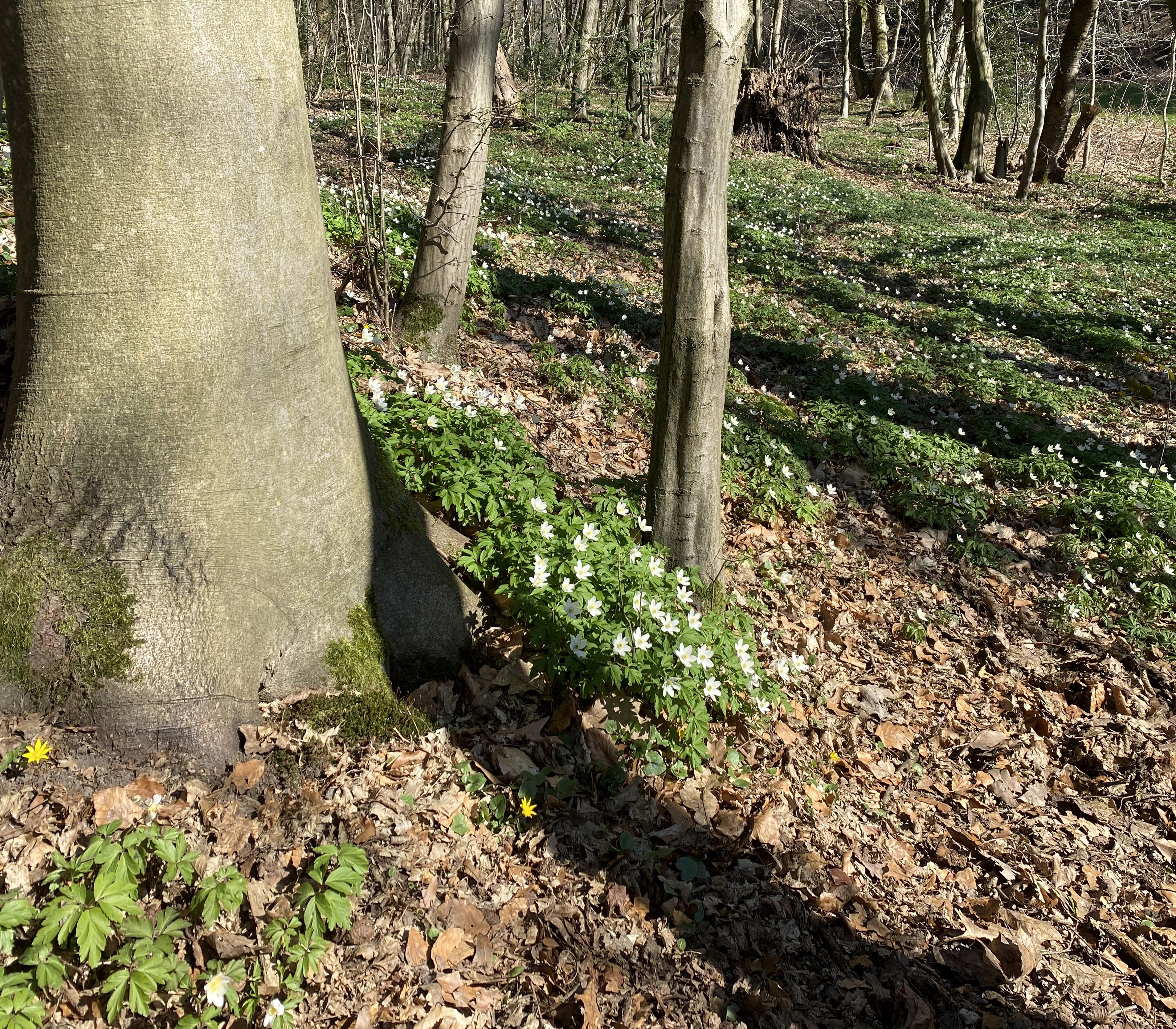
Buschwindröschen (Anemone nemorosa) / vorne Scharbockskraut (gelb)